# فيليب داغيرستول
فيليب داغيرستول (مواليد 1 فبراير 1997) هو لاعب كرة قدم سويدي يلعب في مركز خط الوسط المدافع في نادي لخ بوزنان.

## وصلات خارجية
- فيليب داغيرستول على موقع اتحاد السويد (السويدية)
- فيليب داغيرستول على موقع قاعدة بيانات كرة القدم.إي يو (الإنجليزية)
- فيليب داغيرستول على موقع بيانات كرة القدم. دي إي (الألمانية)
- فيليب داغيرستول على موقع ناشيونال فوتبول تيمز (الإنجليزية)
- فيليب داغيرستول على موقع Soccerbase.com (لاعب) (الإنجليزية)
- فيليب داغيرستول على موقع Soccerway.com (الإنجليزية)
- فيليب داغيرستول على موقع عالم كرة القدم.نت (الإنجليزية)